# Jang Sun-woo
Jang Sun-woo (hangul 장선우) (nascut el 20 de març de 1952) és un director de cinema de Corea del Sud.

## Vida
Jang va assistir a la Universitat Nacional de Seül i va rebre una llicenciatura en antropologia.
Abans del seu debut com a director, Jang es va fer un nom escrivint crítiques de cinema i guions. La seva primera pel·lícula, Seoul Jesus (1986), basada en un dels seus guions, va destacar pel seu "sarcasme i un realisme pronunciat". La seva pel·lícula de 1993 Hwa-Om-Kyung va guanyar el Premi Alfred Bauer  al 44è Festival Internacional de Cinema de Berlín.

## Filmografis
- Seoul Jesus (1986) (서울 황제, Seoul Hwangje)
- The Age of Success (1988) (성공시대, Songgong sidae)
- The Lovers of Woomook-baemi (1989) (우묵배미의 사랑, Woomuk-Baemi ui sarang)
- Road to the Racetracks (1991) (경마장 가는 길, Gyeongmajang ganeun kil)
- Hwa-Om-Kyung (1993) (화엄경)
- To You from Me (1994) (너에게 나를 보낸다, Neoege narul bonaenda)
- Cinema on the Road (1995) (Gilwe-eui younghwa)
- A Petal (1996) (꽃잎, Ggotip)
- Bad Movie (1997) (나쁜 영화, Nappun yeonghwa)
- Lies (1999) (거짓말, Gojitmal)
- Resurrection of the Little Match Girl (2002) (성냥팔이 소녀의 재림, Sungnyangpali sonyeoui jaerim)